# توپی (مجله فرانسوی)
توپی (انگلیسی: Toupie) (فارسی: فرفره) یک مجله فرانسوی مخصوص کودکان ۳ تا ۶ سال است. این مجله از سال ۱۹۸۵ منتشر می‌شود. مجله به صورت ماهانه چاپ می‌شود.